# Tillandsia 'Perky Pink'
Tillandsia 'Perky Pink' es un  cultivar híbrido del género Tillandsia perteneciente a la familia  Bromeliaceae.
Es un híbrido creado  con las especies Tillandsia stricta & Tillandsia tenuifolia